# Sampeou Poun
Sampeou Poun (tiếng Khmer: សំពៅពូន) là một xã thuộc huyện Koh Thom, tỉnh Kandal, Campuchia. Xã Sampeou Poun giáp biên giới với thị trấn Long Bình và xã Khánh Bình, huyện An Phú, tỉnh An Giang, Việt Nam.
| Mã làng  | Tên làng | Phiên âm Latin             | Chú thích                                         |
| -------- | -------- | -------------------------- | ------------------------------------------------- |
| 08041201 | ក្បាលកោះទៀវ   | Kbal Kaoh Tiev             |                                                   |
| 08041202 | កោះទៀវ ក    | Kaoh Tiev Ka               |                                                   |
| 08041203 | កោះទៀវ ខ    | Kaoh Tiev Kha              |                                                   |
| 08041204 | ខ្ពប      | Khpob                      |                                                   |
| 08041205 | កំពង់ថ្កុល   | Kampong Thkol              |                                                   |
| 08041206 | កប៉ាល់គ្រឿង   | Kapal Koeang               |                                                   |
| 08041207 | ព្រែកស៊ឹង    | Preaek Sueng               | Ngữ nguyên: Prek (ព្រែក): rạch, Sueng (ស៊ឹង): váy hoa |
| 08041208 | ជ្រៃធំ      | Chrey Thum hoặc Chrey Thom | Ngữ nguyên: Chrey (ជ្រៃ):cây sung, Thom (ធំ): to lớn |
| 08041209 | ព្រែកស្បូវ   | Preaek Sbov hoặc Prek Sbov | Ngữ nguyên: Prek (ព្រែក): rạch, Sbov (ស្បូវ): cỏ tre  |